# Carevo
Carevo város Bulgária délkeleti részén, Burgasz megyében. Ahtopol városától nem messze, Burgasztól 70 kilométerre délkeletre. Korábbi elnevezései Vasziliko és Micsurin. A város Carevo kistérség adminisztratív központja. Lakossága 6894 fő, ezzel Burgasz megyében a hetedik legnépesebb település.

## Földrajz

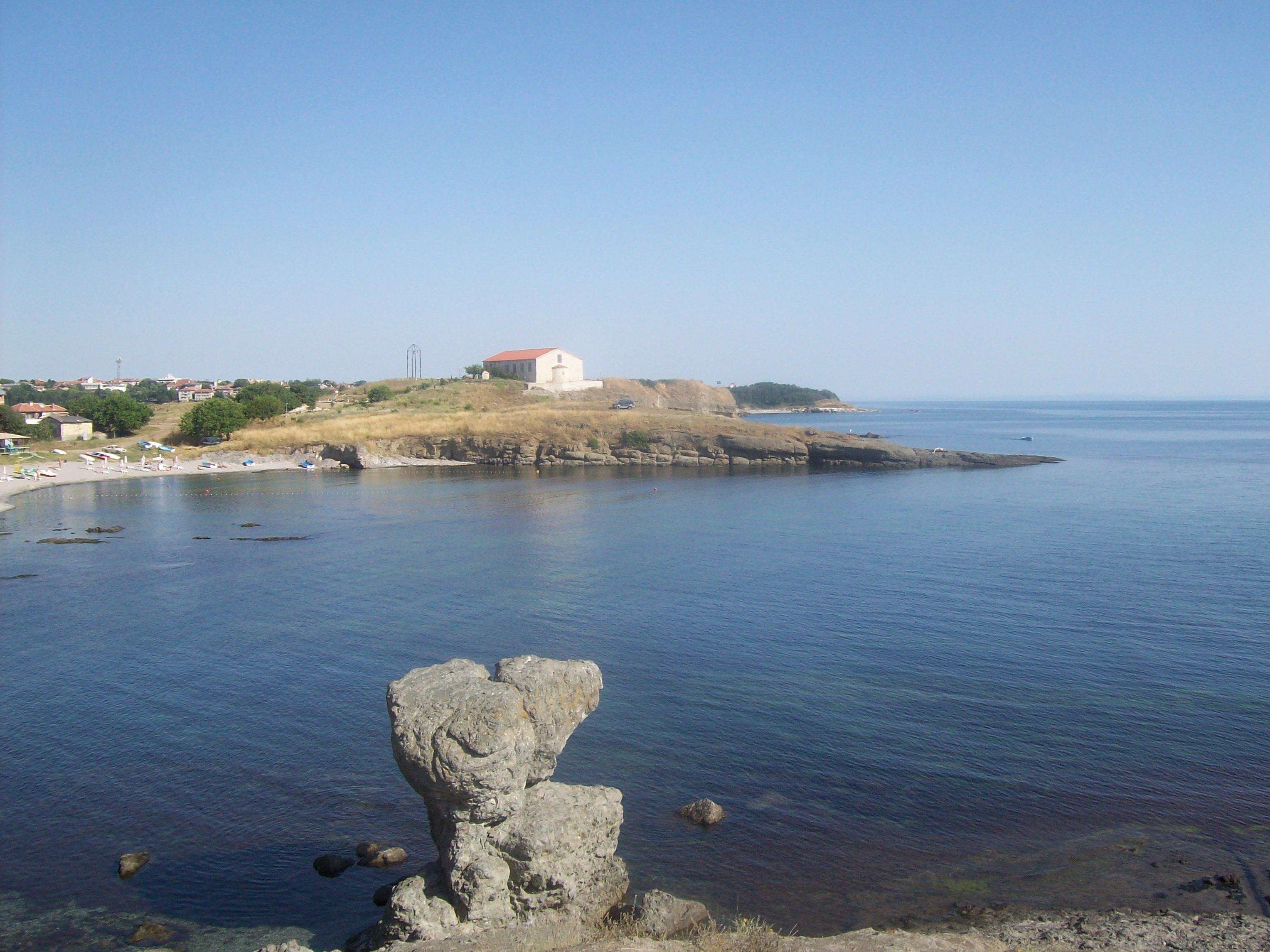
Kilátás a déli irányban

Carevo városa a Fekete-tenger partján, egy félszigeten fekszik, partvonala tagolt. A várostól délre található a Papija-csúcs, 502 méter tengerszint feletti magasságban, ahonnan Carevóra és a Sztrandzsa partvidékére nyílik gyönyörű kilátás.
A város földrajzi adottságából kiindulva a hegyek és a tenger fontos szerepet játszanak a régió fejlődésében.

## Sport
A város legnépszerűbb sportjai a röplabda és a futball.

## Konyha
Veyan bonito, sós márna, cirrhosis (régebben a fekete-tengeri makréla), rombuszfejes leves, pácolt bonito.

## Népesség
Carevo lakossága 2015. december 31-én 5966 fő volt.

## Politika
2011 óta a város önkormányzatának polgármestere Georgi Lapcsev (GERB).
Testvérvárosok
- Wolgast, Németország

## Fordítás
Ez a szócikk részben vagy egészben  a(z)   Царево című bolgár Wikipédia-szócikk ezen változatának fordításán alapul.  Az eredeti cikk szerkesztőit annak laptörténete sorolja fel. Ez a jelzés csupán a megfogalmazás eredetét és a szerzői jogokat jelzi, nem szolgál a cikkben szereplő információk forrásmegjelöléseként.